# Rangsundøya
Rangsundøya est une île de la commune de Rødøy , en mer de Norvège dans le comté de Nordland en Norvège. 

## Description
L'île de 7,6 km2 est située au large de la côte de Helgeland dans un grand groupe d'îles. L'île de Gjerdøya se trouve au nord, Hestmannøy au sud-ouest, Renga au nord-est et le continent au sud et à l'est.
Rangsundøya a une liaison routière avec la petite île Selsøyvik, par le nord-ouest .